# Wilfried Singo
Wilfried Stéphane Singo (Ouragahio, 25 de dezembro de 2000) é um futebolista marfinense que atua como zagueiro ou lateral-direito. Atualmente defende o Monaco e a Seleção Marfinense.

## Carreira
Formado nas categorias de base do AS Denguélé, Singo chegou ao Torino em janeiro de 2019 para a equipe Sub-20. Inicialmente atuava somente como zagueiro, passando a jogar como lateral-direito durante a temporada 2019–20
Em agosto, fez sua estreia pelo time principal na vitória por 4 a 1 sobre o Debreceni, pela Liga Europa, enquanto seu primeiro jogo na Série A italiana foi apenas em junho de 2020, na derrota por 4 a 2 para o Cagliari, marcando seu primeiro gol como profissional sobre a Roma, na penúltima rodada da competição.
Em agosto de 2023, após 109 partidas (98 pela Série A) e 7 gols, Singo assinou por 5 temporadas com o Monaco.

## Carreira internacional
Com passagem pelas seleções Sub-20 e Olímpica da Costa do Marfim, Singo fez sua estreia pela equipe principal dos Elefantes em um amistoso contra Burkina Faso, em junho de 2021, que terminou com vitória marfinense por 2 a 1.
Disputou os Jogos Olímpicos de 2020 (realizados em 2021), tendo atuado nas 4 partidas da seleção, que foi eliminada pela Espanha nas quartas-de-final.
Em dezembro de 2023, foi convocado por Jean-Louis Gasset para a Copa das Nações Africanas, atuando nas 7 partidas da campanha que terminou com o título da Costa do Marfim na competição, tendo jogado os 90 minutos em apenas 2 (Guiné Equatorial, na fase de grupos, e República Democrática do Congo, na semifinal).

## Estilo de jogo
Além de jogar como zagueiro e lateral-direito, Singo é também usado com frequência na lateral-esquerda e possui como pontos fortes a força física e a rapidez, além de possuir boa técnica individual.

## Títulos
Seleção Marfinense
- Campeonato Africano das Nações: 2023[12]